# Kamfernepeta
Kamfernepeta (Nepeta camphorata) är en kransblommig växtart som beskrevs av Pierre Edmond Boissier och Theodor Heinrich von Heldreich. Nepeta camphorata ingår i släktet nepetor, och familjen kransblommiga växter. Inga underarter finns listade i Catalogue of Life.